# Уилям Поуг
Уилям Рийд Поуг (на английски: William Reid Pogue) е роден на 23 януари 1930 г. в град Оукима, Оклахома. Полковник от USAF, астронавт от НАСА и писател.

## Образование
Уилям Поуг завършва начално училище и гимназия в родния си град. Висшето си образование получава в Баптисткия университет в Оклахома, където през 1951 г. се дипломира като бакалавър по инженерни науки. Защитава магистратура по математика в щатския Университет на Оклахома през 1960 г. От 1974 г. е доктор в Баптиския университет в Оклахома.

## Военна кариера
Поуг постъпва в USAF през 1951 г. и през 1952 г. става боен пилот. Участва в Корейската война и извършва четири бойни полета. След войната, от 1955 до 1957 г. е в състава на прочутите USAF Thunderbirds, елитна група на ВВС за въздушно шоу и демонстрации. От 1960 до 1963 г. е професор във Военната академия на ВВС в Колорадо Спрингс, Колорадо. От септември 1965 г. е на разменни начала във Великобритания, в британското министерство на авиацията. По време на почти двугодишния си престой в Обединеното кралство, завършва английската школа за тестови пилоти Empire Test Pilots' School във Фарнбъроу. След завръщането си от Великобритания, У. Поуг е назначен за Главен инструктор в авиобазата Едуардс, Калифорния. По време на своята дълга летателна кариера има полети на повече от 50 различни типа самолети и общ нальот от 7200 полетни часа, от тях 4200 – на реактивни машини.

## Служба в НАСА
Поуг е един от 19 астронавти избрани от НАСА на 4 април 1966 г. в Астронавтска група №5. Той участва в поддържащите екипажи на Аполо 7, Аполо 11 и Аполо 14. След това получава назначение в основния екипаж на Аполо 19, като пилот на командния модул. След анулирането на този полет, Поуг започва подготовка по програмата „Скайлаб“.
Единствения си космически полет, У. Поуг извършва като пилот на командния модул на Скайлаб-4 (трета и последна пилотирана мисия до орбиталната станция). Този полет продължава от 16 ноември 1973 г. до 8 февруари 1974 г. или точно 84 денонощия, 1 час и 15 минути и в продължение на повече от 2,5 години е рекорд по продължителност на космически полет. Екипажът изминава повече от 34,5 милиона мили за общо полетно време 2017 часа и извършва 1214 обиколки на Земята. У. Поуг осъществява и космически разходки с обща продължителност 13 часа и 31 минути.
След този исторически полет, Уилям Поуг напуска USAF и НАСА на 1 септември 1975 г.

## След НАСА
След излизането си в оставка става журналист и телевизионен коментатор, а по-късно започва да пише книги. През 1991 г. излиза от печат първата от тях „How Do You Go to the Bathroom in Space?“, в която той отговаря на 270 въпроса, които са му били задавани от журналистите и обикновените хора. Още на следващата, 1992 г. в съавторство с Бен Бова издава научнофантастичния роман „The Trikon Deception“, който има голям успех в САЩ и Канада. През 2003 г. излиза „Space Trivia“, а през 2007 г. за многобройните си привърженици създава собствен уебсайт – www.williampogue.com. Последната му книга, която е неговата автобиография, „But for the Grace of God: An Autobiography of an Aviator and Astronaut“ излиза от печат през януари 2011 г.

## Награди
- Медал на НАСА „За отлична служба“, (1974)
- JSC Висша награда за изключителни постижения, (1970)
- Медал на USAF „За отлична служба“, (1974)
- Астронавтски звезди на командир (1974)
- Златен медал на град Чикаго (1974)
- Специална награда „Роберт Колиер за 1973 г.“ (1974)
- Златен медал на град Ню Йорк (1974)
- Награда „Мемориал на д – р Робърт Годард“ за 1975 г. (1975)
- Медал De La Vaulx на FAI за най-продължителен орбитален полет (1975)
- Диплом „В. М. Комаров“ за 1974 г. (1975)
- General Thomas D. White USAF Space Trophy за 1974 г. (1975)
- AIAA Халеева награда по астронавтика за 1974 (1975)
- Награда за отличен полет на Аериканската асоциация по аеронавтика (1976)

В Залата на Славата на Оклахома (1980)